# NGC 6644
NGC 6644 (другие обозначения — PK 8-7.2, ESO 522-PN33) — планетарная туманность в созвездии Стрелец.
Этот объект входит в число перечисленных в оригинальной редакции «Нового общего каталога».